# Lanceonotus plumeus
Lanceonotus plumeus är en insektsart som beskrevs av Capener 1960. Lanceonotus plumeus ingår i släktet Lanceonotus och familjen hornstritar. Inga underarter finns listade i Catalogue of Life.